# Weston (West Virginia)
Weston is een plaats (city) in de Amerikaanse staat West Virginia, en valt bestuurlijk gezien onder Lewis County.

## Demografie
Bij de volkstelling in 2000 werd het aantal inwoners vastgesteld op 4317.
In 2006 is het aantal inwoners door het United States Census Bureau geschat op 4222, een daling van 95 (-2,2%).

## Geografie
Volgens het United States Census Bureau beslaat de plaats een oppervlakte van
4,4 km², geheel bestaande uit land. Weston ligt op ongeveer 319 m boven zeeniveau.

## Plaatsen in de nabije omgeving
De onderstaande figuur toont nabijgelegen plaatsen in een straal van 28 km rond Weston.